# Estación de Belp
La estación de Belp es una estación ferroviaria de la comuna suiza de Belp, en el Cantón de Berna.

## Historia y situación
La estación de Belp fue inaugurada en el año 1901 con la puesta en servicio del tramo Berna Weissenbühl - Burgistein de la línea Berna - Thun por parte del Gürbetalbahn (GTB). GTB pasaría a ser integrada en 1997 en BLS Lötschbergbahn, que al fusionarse en 2006 con Regionalverkehr Mittelland AG pasaría a ser BLS AG.
Se encuentra ubicada en el centro del núcleo urbano de Belp. Cuenta con dos andenes, uno central y otro lateral a los que acceden tres vías pasantes,a las que hay que sumar una vía muerta en el sur de la estación. En el norte de la ciudad existe otra estación ferroviaria, Belp Steinbach.
En términos ferroviarios, la estación se sitúa en la línea Berna - Thun. Sus dependencias ferroviarias colaterales son la estación de Belp Steinbach hacia Berna y la estación de Toffen en dirección Thun.

## Servicios ferroviarios
Los servicios ferroviarios de esta estación están prestados por BLS:

### S-Bahn Berna
Desde la estación de Belp se puede ir a Berna mediante la red S-Bahn Berna operada por BLS:
- S 3 Biel/Bienne - Münchenbuchsee - Zollikofen - Berna – Belp
- S 31 Münchenbuchsee - Zollikofen - Berna – Belp
- S 4 Langnau – Burgdorf – Zollikofen – Berna – Belp – Thun
- S 44 Sumiswald-Grünen – Ramsei –/(Soleura–) Wiler –  Burgdorf – Berna Wankdorf – Berna – Belp – Thun.